# Juan Antonio Samaranch
Juan Antonio Samaranch Torelló (Marqués de Samaranch) (17. juli 1920 i Barcelona – 21. april 2010 i Barcelona) blev medlem af Den Internationale Olympiske Komité (IOC) i 1966. 16. juli 1980 blev han IOCs 7. præsident, idet han efterfulgte Lord Killanin.
Samaranch var præsident i 21 år, indtil han i juli 2001 ikke længere stillede op til genvalg, og blev efterfulgt af belgieren Jacques Rogge.
Samaranch var chef de mission for de spanske deltagere ved de olympiske lege i 1956, 1960 og 1964. Det førte frem til, at han blev valgt til medlem i Den Internationale Olympiske Komité i 1966.  Han blev udnævnt til sports minister af Francisco Franco i 1967, og sad på posten indtil 1977. Han var også den spanske ambassadør i Sovjetunionen og Mongoliet fra 1977 til 1980. Det har i forskellige medier været viste et billede fra 1974, hvor man ser Samaranch fejrer de 38-årsdagen for general Francos militærkup i 1936, ved at gøre en fascistisk hilsen.
Samaranch giftede sig med Maria Teresa Salisachs Rowe 1. december 1955, og de forblev gift til hendes død i 2000.